# Gabriel

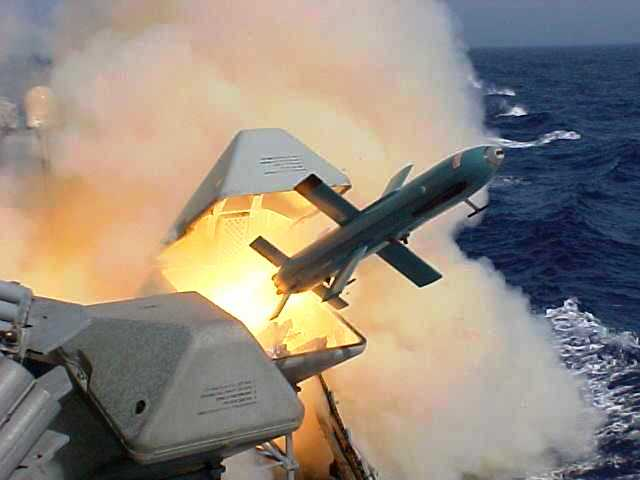
Запуск ракети "Габрієль"

Габріель (івр. גבריאל, англ. Gabriel) — ізраїльська протикорабельна крилата ракета, розроблена корпорацією IAI. Надійшла на озброєння в кінці 1960-х років. Третя в світі протикорабельна ракета (першими в світі були радянська П-15 Терміт (1960 р.) і шведська Robot 08 (1965 р.) ).
Успішно застосовувалася під час Війни на виснаження проти ВМС Сирії і ВМС Єгипту в кінці 1960-х років, і Війни Судного дня 1973 року. Цими ракетами озброювалися  ракетні катери ВМС Ізраїлю. Оснащувалася напівактивною голівкою самонаведення, дальність польоту близько 25 км. Боєголовка ракети «Габріель» важила 180 кг.
На початку 1970-х років була розроблена ракета Gabriel Mk2. Вона відрізнялася від Mk1 збільшеною до 36 км дальністю польоту. Цей показник був досягнутий завдяки збільшенню розмірів і поліпшення маршового твердопаливного двигуна. Наявність напівактивною головки самонаведення значно обмежували бойові можливості корабля носія РЛС, якого повиннабула знаходитися в робочому режимі до моменту ураження цілі, що підвищує уразливість корабля носія. Після старту ракета полого знижується за програмою до висоти 20 м, після чого виконує горизонтальний політ (180-кг боєголовка, у тому числі 75 кг вибухової речовини).
Модифікації ракети Gabriel МкЗ оснащуються активною радіолокаційною головкою самонаведення (ДБН). При наведенні з допомогою інерціальної навігаційної системи і БЦВМ передбачається висновок ракети в зону цілі та включення до призначеної (розрахункової) точці ДБН. Дана модифікація може запускатися і з літаків (авіаційний варіант «Габріель Мк3 A/S»). На ділянці самонаведення висота польоту в залежності від хвилювання моря становить 1,5—4 м (150-кг боеголовка) дальність стрільби 36 км (60 км при використанні турбореактивного двигуна замість ракети «Габріель Мк3 A/S»).
Ракета Gabriel має нормальну аеродинамічну схему. Корпус складається з трьох відсіків. У першому відсіку знаходиться система наведення (ШНМ та голівка самонаведення), у другому — рухова установка, в третьому — напівбронебійна бойова частина, оснащена контактним детонатором уповільненої дії. У середній частині фюзеляжу розташовані хрестоподібне крило, в хвостовій — рулі керування і силові приводи. Ракета Gabriel МкЗ знаходиться на озброєнні ВМС Ізраїлю з 1985 року.

## Тактико-технічні характеристики
- Довжина: 3,85 ма
- Діаметр: 0,34 ма
- Загальна вага: 600 кг
- Розмах крил: 1,10 ма
- Дальність польоту: моделі Gabriel Mk 3 A/S 36+ км
- Швидкість польоту: 0,75 МА
- Система наведення: ИНС+АРГСН
- Тип БЧ: напівбронебійна
  - Вага БЧ: 150 кг
- Двигательная установка: одноступенчатая схема, РДТТ
- Встановлено на кораблях: Саар 3, Eilat